# Arzenc-d'Apcher
Arzenc-d'Apcher là một xã ở tỉnh Lozère trong vùng Occitanie, phía nam nước Pháp.